# فیلوتئو آلبرینی
فیلوتئو آلبرینی (ایتالیایی: Filoteo Alberini؛ ۱۴ مارس ۱۸۶۷ – ۱۲ آوریل ۱۹۳۷) کارگردان فیلم، تهیه‌کننده فیلم، و فیلم‌بردار اهل پادشاهی ایتالیا بود.
از فیلم‌ها یا مجموعه‌های تلویزیونی که وی در آن‌ها نقش داشته‌است می‌توان به برتوس اشاره نمود.